# Уллу-Тау
Уллу-тау (груз. ულუთაუ, карач.-балк. Уллу-Тау, уллу — велика і тау — гора) — гірський масив Центрального Кавказу на кордоні Грузії (регіон Самегрело-Земо-Сванеті) та Росії (республіка Кабардино-Балкарія).

## Географія
Гірський масив Уллу-Тау є відрізком Головного Кавказького хребта в його центральній частині між перевалами Гарваш та Местійський, розташований на північ від льодовика Лекзирі, орієнтований практично з заходу на схід.
Найвища вершина масиву Головна — 4207 м. Виділяються ще дві значні вершини Західна (4203 м) та Східна (4058 м). Першопроходження вершини здійснили альпіністи Л. Ролестоун та Т. Лонгстафф в 1903 році, по Західному гребеню, складність 2Б. Масив є класичним об'єктом сходжень для альпіністів. Біля підніжжя в ущелині Адир-Су на висоті 2400 м розташований альптабір «Уллу-Тау».